# 宋怀强
宋怀强（1957年—），演播艺术家，曾经长期参与广播剧刑警803配音。任上海戏剧学院电视艺术学院主持艺术系主任，教授 ，硕士生导师。在1980年，宋怀强与汪苏苏（女高音）、王沕（男中音）共同创立中国首个男女三重唱组合。